# Chleby, Benešov
Chleby là một làng thuộc huyện Benešov, vùng Středočeský, Cộng hòa Séc.